# Chanoeka

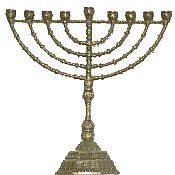
Een chanoekia zoals die tijdens Chanoeka gebruikt wordt

Chanoeka (Hebreeuws חנכה of חנוכה 'inwijding'; uitspraak: [χanuˈka]; in het Nederlands is de uitspraak wisselend: [ˈχanuka] of [χaˈnuka]) is een joods feest. Het feest staat ook wel bekend als 'het feest van de lichtjes' (חג האורות: Chag Ha'Orot) of inwijdingsfeest. Het feest duurt acht dagen, ter nagedachtenis aan het 'oliewonder' in de Tweede Tempel van Jeruzalem in 164 v.Chr. De eerste dag van dit feest begint na zonsondergang van de 24e dag van de joodse maand kislew.
Met het feest wordt de herinwijding van de Tweede Tempel in 164 v. Chr. door Judas Makkabeüs gevierd. Na de herinwijding was er volgens de beschrijving van het wonder van de olie in de Talmoed slechts één kruikje kosjere olie voorradig om de menora te branden tijdens de reiniging van de Tempel. Het kruikje raakte echter niet leeg voordat nieuwe zuivere olie was toebereid, maar schonk genoeg olie om de menora gedurende acht dagen brandend te houden. 

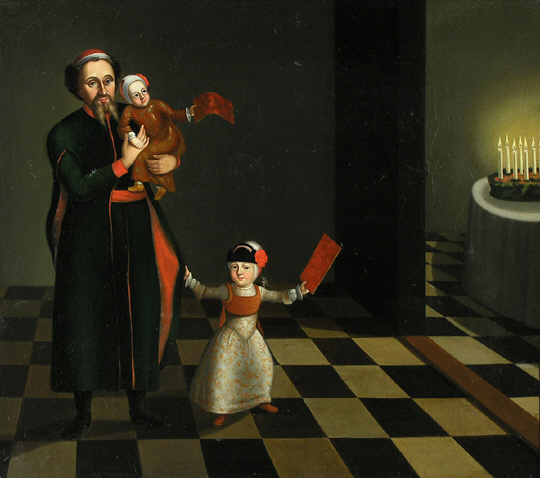
Chanoeka, schilderij uit de 18de eeuw

## Het verhaal van Chanoeka
Het verhaal van Chanoeka draait om Judas de Makkabeeër. De Makkabeeën waren een familie van hogepriesters. Hun aanhangers worden ook onder de Makkabeeën gerekend.
Judas leefde in het Hellenistische tijdperk, toen de Joden wat betreft hun geloofsbelijdenis zwaar onderdrukt werden. Het kwam zelfs zover dat de Seleucidische Grieken uit het huidige Syrië de Tempel in Jeruzalem ontwijdden door op het altaar een varken te offeren, een dier dat voor joden onrein is volgens de spijswetten. Ook wilden de Grieken een beeld van Zeus in de Tempel neerzetten.
Voor de Joden was dit de laatste druppel en een groepje onder leiding van Judas besloot om terug te slaan. Dit groepje kreeg steeds meer aanhangers en ze wonnen steeds meer stukken land terug uit de handen van de bezetter. Hun populariteit werd zelfs zo groot, dat het gewone Joodse volk de leider 'Jehuda haMakabi' ging noemen, Hebreeuws voor 'Judas de Hamer'. Anderen geloven dat Judas 'haMakabi' werd genoemd omdat hij en zijn manschappen op hun banieren de letters Mem מ, Kaf כ, Beth ב, Jod י voerden. Zij beweren dat deze letters staan voor de woorden 'Mi Chamocha Ba'elim Adonai?', letterlijk vertaald: Wie is zoals U onder de goden, Eeuwige? De manschappen van Judas werden naarmate ze meer veldslagen wonnen bekend als de Makkabeeërs.
Uiteindelijk bereikten Judas en zijn mannen Jeruzalem en na een bloedige strijd overwonnen ze de Grieken. Toen ze echter de Tempel binnenkwamen, zagen ze dat de Grieken alles vernield hadden (traktaat Sjabbat 21a-24b uit de Talmoed). De tempel was verontreinigd. Het was de taak van de hogepriester om de Tempel weer in ere te herstellen. Zij moesten onder andere de afgodenbeelden verwijderen, een nieuw altaar in plaats van het verontreinigde altaar bouwen en nieuwe heilige bekers vervaardigen.

### Het wonder van de olie
De hoge menora die in de Tempel stond was door de Grieken omgegooid en moest weer recht gezet worden. Nadat dit gedaan was, merkten de priesters dat er geen oliekruiken meer waren. Een van hen vond echter nog een klein kruikje, met de juiste verzegeling door de kohen gadol (de hogepriester), met daarin nog net genoeg olie om de menora een dag te laten branden. De menora werd aangestoken en de Tempel werd opnieuw ingewijd. De priesters moesten op zoek naar meer ritueel gezuiverde olijfolie om de menora te laten branden, maar konden die niet vinden. De volgende dag was het kruikje echter opeens weer vol. De dag daarna gebeurde hetzelfde en zo ging het acht dagen lang. Op miraculeuze wijze was de kleine hoeveelheid olie uit het gevonden kruikje dus voldoende voor acht dagen, de tijd die nodig was om nieuwe olie te persen en te zuiveren. Volgens een andere visie duurden de feestelijkheden van de inwijding van de tempel acht dagen, omdat de Makkabeeën gedurende twee jaar ondergrond leven niet de mogelijkheid hadden gehad om Soekot te vieren, en dat ze bij hun terugkeer in Jeruzalem een uitgesteld Soekot vierden.
De hogepriester, priesters, Makkabeeën en het gewone volk vierden een groot feest en de hogepriester stelde dit feest in op dezelfde tijd van het jaar, de maand kislew, opdat de Joden deze wonderlijke gebeurtenis niet zouden vergeten. Daarom vieren de joden jaarlijks vanaf de 25e kislew het feest van Chanoeka, dat '(her)inwijding' betekent.

### Chronologie
Judas stichtte na zijn overwinning op de Grieken een zelfstandige staat die tot de Romeinse overwinning in 63 v.Chr. zou blijven bestaan.
- 198 v.Chr.: Legers van de Seleucidische koning Antiochus III (Antiochus de Grote) verwijderen Ptolemeüs V uit Judea en Samaria.
- 180 v.Chr.: Antiochus IV Epiphanes bestijgt de Seleucidische troon.
- 168 v.Chr.: Onder het bewind van Antiochus IV wordt de tempel geplunderd. Joden worden massaal vermoord en het jodendom wordt onwettig verklaard.
- 167 v.Chr.: Antiochus beveelt dat een heiligdom ter ere van Zeus in de tempel moet worden opgericht. Mattathias en zijn vijf zonen Johannes, Simon, Eleazar, Jonathan en Judas leiden een opstand tegen Antiochus. Judas raakt bekend als Judas Maccabeüs (Judas de Hamer).
- 166 v.Chr.: Mattathias sterft. Judas volgt hem op als leider. Het joodse koninkrijk der Hasmoneeën begint; het duurt tot 63 v.Chr.
- 165 v.Chr.: De Joodse opstand tegen de seleucidische monarchie is succesvol. De tempel wordt bevrijd en opnieuw ingewijd. Dit is de basis van het latere feest Chanoeka.
- 142 v.Chr.: Vestiging van het tweede Joodse regeringsverband. De Seleuciden erkennen de Joodse autonomie. Formeel houden de Seleucidische koningen de heerschappij, die door de Joden erkend wordt. Dit luidde een periode van grote geografische uitbreiding, groei van de bevolking en religieuze, culturele en sociale ontwikkeling in.
- 139 v.Chr.: De Romeinse senaat erkent Joodse autonomie.
- 130 v.Chr.: Antiochus VII belegert Jeruzalem, maar trekt zich terug.
- 129 v.Chr.: Antiochus VII sterft. Israël werpt de Syrische heerschappij volledig van zich af.
- 96 v.Chr.: Aanvang van een burgeroorlog, die acht jaar zal duren.
- 83 v.Chr.: Consolidatie van het koninkrijk in het gebied ten oosten van de rivier de Jordaan.
- 63 v.Chr.: Het Hasmonese Joodse koninkrijk komt tot een einde vanwege rivaliteit tussen de broers Aristobulus II en Hyrcanus II, die beiden een beroep doen op Rome om hen te helpen en de machtsstrijd in hun voordeel te willen beslissen. Rome valt het land binnen en neemt de macht over in het gehele land. Er vindt een massamoord plaats op twaalfduizend Joden wanneer de Romeinen Jeruzalem binnentrekken.

## Geschiedenis van het feest
Het feest van Chanoeka heeft geen Bijbelse oorsprong, zoals alle andere religieuze joodse feesten dat wel hebben. De boeken over de Makkabeeën zijn niet opgenomen in de Hebreeuwse Bijbel, de Tenach, maar zijn in het Grieks overgeleverd als apocriefe teksten. Mogelijk vonden de Rabbijnen die de definitieve versie van de Hebreeuwse bijbel vaststelden in de eerste eeuw n.Chr. het verhaal te militaristisch. Mogelijk speelde ook een rol dat de heersers vanuit de Makkabeeën, de Hasmoneeën, later corrupt werden. Ondanks dat, werd Chanoeka eeuwenlang gevierd. Om het feest een religieuze betekenis te geven werd een wonder aan de gebeurtenis toegevoegd, het wonder van de olie die gedurende 8 dagen werd aangevuld. 
Chanoeka was oorspronkelijk een van de kleinere joodse feesten. Echter, veel middeleeuwse synagogen bezaten wel een chanoekia om het feest te vieren.
Bij de opkomst van het zionisme aan het eind van de negentiende eeuw werden de Makkabeeën bewonderd, omdat zij ook streefden naar politieke onafhankelijkheid. Het feest werd daarmee ook belangrijker in de Joodse gemeenschappen. Zelfs sommige seculiere Joden, die verder niks aan het geloof doen, vieren het feest.
In het moderne Israël heeft het feest een nieuwe symboliek gekregen, en staat voor militaire dapperheid en de geboorte van de nieuwe natie. De Makkabeeën leven voort in de Israëlische versie van de Olympische spelen, de Maccabiade.

## Gebruiken in huis
Chanoeka is een feest dat vooral thuis gevierd wordt. De voornaamste gebruiken tijdens Chanoeka zijn het aansteken van kaarsjes in de chanoekia, het eten van oliebollen (soefganiot in het Hebreeuws; in het Jiddisch ook wel ponshkes) en latkes (een soort aardappelpannenkoekjes), uitdelen van Chanoeka-geld of cadeautjes en het spelen met de dreidel.
Tijdens het feest van Chanoeka gelden geen halachische verboden, behalve enkele kleine beperkingen rond de tijd dat de kaarsen aangestoken moeten worden en wanneer zij branden.

### Aansteken van de chanoekia

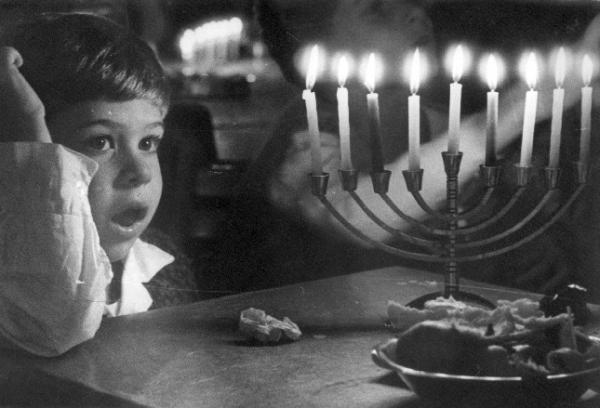
Een kind bij de chanoekia op de 8ste dag

De chanoekia heeft plaats voor 8+1 lichtjes, meestal kaarsjes of vlammetjes op olie. De chanoekia verschilt van de Menora die zeven armen heeft. Gedurende het feest wordt elke dag, direct nadat het donker is geworden, een lichtje meer aangestoken: de eerste dag één, de tweede dag twee en zo voorts, tot op de achtste dag alle lichtjes branden. Op de vrijdagavond van de sjabbat wordt de chanoekia aangestoken voor de sjabbatkaarsen.
Bij het aansteken wordt elke dag eerst het extra ("negende") lichtje aangestoken, de sjamasj of sjammes. Sjamasj is afgeleid van het Hebreeuwse sjimoesj, 'dienst', omdat dit lichtje dienstdoet om de andere aan te steken. De sjamasj staat iets afgezonderd van de andere lichtjes, qua hoogte of plaats. Nadat het aangestoken is, worden met de sjamasj in de hand de andere lichtjes aangestoken. De lichtjes worden telkens van links naar rechts aangestoken. Maar ze worden in de vorm van kaarsjes daarentegen van rechts naar links neergezet. De eerste dag het meest rechter lichtje, de tweede dag de twee rechter lichtjes, etc. Op die manier wordt het laatst bijgeplaatste lichtje het eerst aangestoken.
Na het aansteken van de sjamasj en voor het aansteken van de andere lichtjes spreekt men twee zegens uit: asjer tsivanoe 'die ons gebood' en sje'asa nisiem 'die wonderen deed'. Alleen op de eerste dag van Chanoeka spreekt men een extra zegen uit: sjehechijanoe 'die ons deed beleven'.
De kaarsen behoren minimaal een half uur te branden, en ze blijven branden tot ze vanzelf uit gaan. In totaal heeft men 44 kaarsen nodig voor de gehele 8 dagen van Chanoeka.
Na het aansteken van de kaarsjes spreekt men vaak een tekst uit met de redenen voor het aansteken van de lichtjes en de regels omtrent het gebruik ervan: Hanerot halaloe 'deze lichtjes'. Hierna zingt men in de Asjkenazische traditie het Maoz Tsoer, in de Sefardische traditie Psalm 30. Het Maoz Tsoer is een acrostichon; de eerste letters van de coupletten vormen een naam. Men zingt vaak alleen het eerste couplet.
Een bijzonder aspect van de chanoekia met lichtjes is dat men – indien dit geen gevaar mee kan brengen – wordt geacht deze in het raamkozijn neer te zetten. Deze regel is bijzonder in het jodendom, dat verder een nogal introvert karakter heeft. Chabad-Lubavitch, een extraverte chassidische richting rondom de Lubavitcher Rebbe, heeft hieruit zelfs een gebruik afgeleid tot het plaatsen van gigantische chanoekiot op publieke plaatsen. Soortgelijke chanoekiot staan in Israël ook los van die chassidische stroming.
In veel families heeft elk familielid een eigen chanoekia.

### Gerechten
De voornaamste gerechten die met Chanoeka worden gegeten zijn latkes of levivot – een soort aardappelpannenkoekjes of rösti – en soefganiot, sterk op berlinerbollen of Oostenrijkse Krapfen gelijkend en traditioneel gevuld met jam. Deze lekkernijen worden speciaal met Chanoeka gegeten omdat ze in olie bereid worden, als herinnering aan het wonder van de olie.

### Chanoeka-geld / Cadeautjes / Chanoeklaas
Oorspronkelijk kregen kinderen met Chanoeka wat zakgeld, waarvan ze geacht werden een gedeelte af te staan aan tsedaka. Nu wordt het 'geld' vaak in chocolademunten gegeven en daarnaast worden cadeautjes uitgewisseld, in de VS waarschijnlijk onder invloed van de commercialisatie van Kerstmis.

In België en Nederland komt Chanoeka in veel Joodse gezinnen globaal in plaats van het sinterklaasfeest. In andere gezinnen worden tijdens Chanoeka cadeaus uitgewisseld, wat geleid heeft tot de mengvorm Chanoeklaas. Ook de zoete lekkernijen passen hierbij.

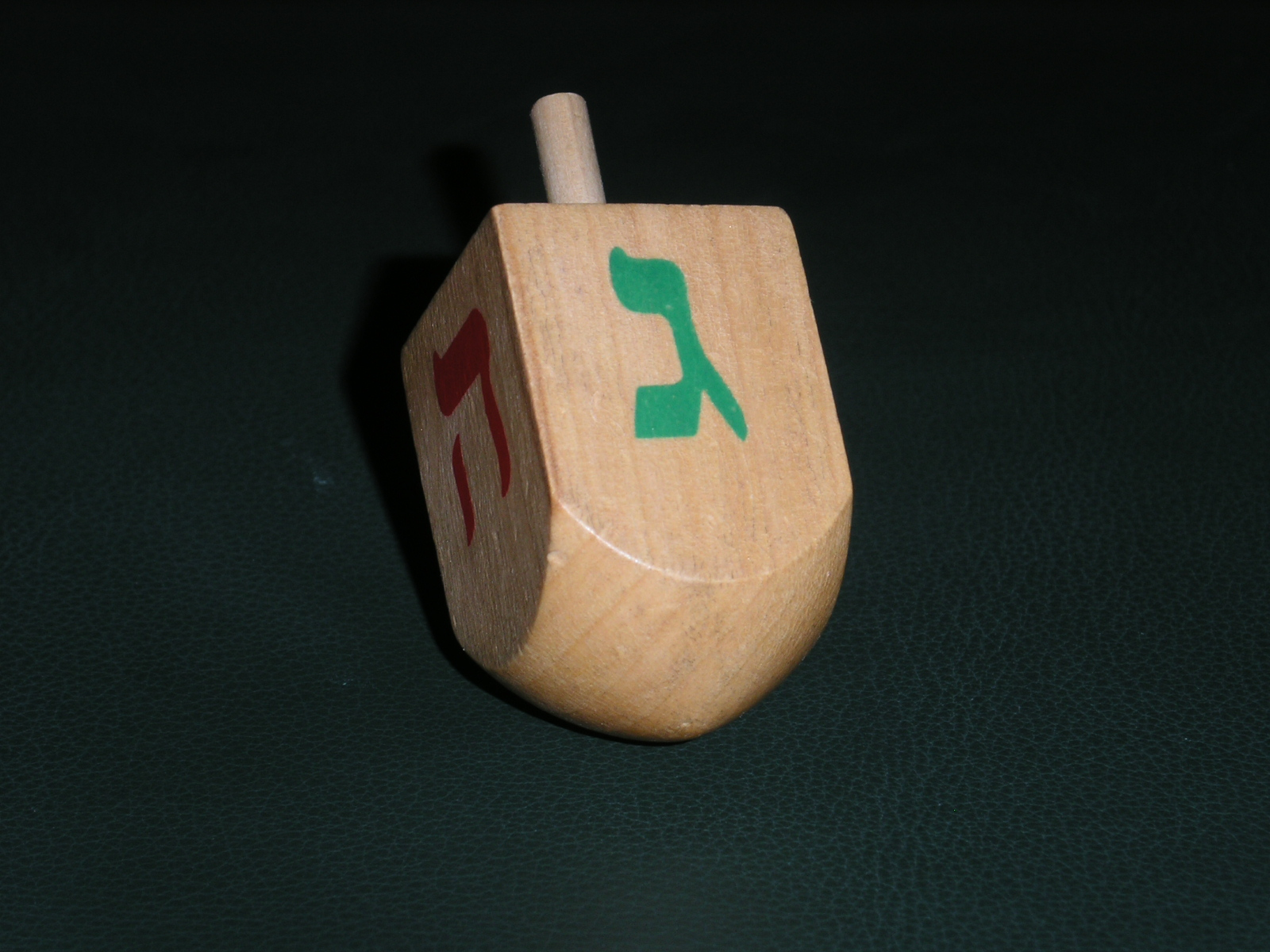
Een dreidel

### Dreidel
Met de dreidel wordt gespeeld om een pot. De dreidel is een vierhoekige tol, waar vier Hebreeuwse letters op staan: noen, giemel, hee en sjien. Deze vier letters staan voor de Hebreeuws woorden Nes Gadol Haja Sjam, vertaald als: 'een groot wonder gebeurde daar'. In Israël wordt de sjien vervangen door de pee, zodat er staat: een groot wonder gebeurde hier (Nes Gadol Haja Pò).
De vier letters hebben een betekenis, ontleend uit het Jiddisch, tijdens het spel in relatie tot het geld in de pot.
- Nichts (niets - je krijgt niets)
- Ganz (je krijgt alles)
- Halb (je krijgt de helft)
- Shtell arein (stop erin / je moet bijleggen in de pot)

## Data
Aangezien een dag volgens de Joodse kalender begint met zonsondergang, begint Chanoeka eigenlijk steeds op de avond voor de gegeven data.
- vr 8 dec 2023

- do 26 dec 2024

- ma 15 dec 2025

- za 5 dec 2026

- za 25 dec 2027

- wo 13 dec 2028

- zo 2 dec 2029